# Décès en juillet 2021
Décès
- 2017
- 2018
- 2019
- 2020
- 2021
- 2022
- 2023
- 2024
- 2025

Pour une information complémentaire, voir la page d'aide.

| Date          | Nom                          | Activités | Âge | Source |
| ------------- | ---------------------------- | --- | --- | ------ |
| 1er juillet   | Louis Andriessen             | Compositeur néerlandais.                                                                                      | 82  | (nl)   |
| 1er juillet   | Micha Bayard                 | Actrice française.                                                                                            | 90  |        |
| 1er juillet   | Christian Bottollier         | Footballeur français.                                                                                         | 92  |        |
| 1er juillet   | Joshua Culbreath             | Athlète américain, médaillé de bronze aux Jeux olympiques d'été de 1956.                                      | 88  | (en)   |
| 1er juillet   | Iouri Dokhoïan               | Joueur d'échecs et ensuite entraîneur soviétique puis russe.                                                  | 56  | (ru)   |
| 1er juillet   | Steve Kekana                 | Chanteur et auteur-compositeur sud-africain.                                                                  | 62  |        |
| 1er juillet   | Eugénie Kiritchenko          | Historienne de l'architecture, historienne d'art et académicienne russe.                                      | 90  | (ru)   |
| 1er juillet   | Marcel Puget                 | Joueur français de rugby à XV.                                                                                | 80  |        |
| 1er juillet   | The Patriot                  | Catcheur américain.                                                                                           | 59  |        |
| 2 juillet     | Mohamed Nejib Berriche       | Homme politique tunisien.                                                                                     |     |        |
| 2 juillet     | Jean Cabanot                 | Historien, archéologue, photographe, enseignant et prêtre catholique français.                                | 92  |        |
| 2 juillet     | Naïm Kattan                  | Écrivain canadien d'origine irakienne.                                                                        | 92  |        |
| 2 juillet     | Lehlohonolo Ledwaba          | Boxeur sud-africain.                                                                                          | 49  | (en)   |
| 2 juillet     | Bill Ramsey                  | Chanteur américain.                                                                                           | 90  | (en)   |
| 2 juillet     | Nikolaï Slitchenko           | Acteur, chanteur et metteur en scène soviétique, puis russe.                                                  | 86  | (ru)   |
| 2 juillet     | Jolien Verschueren           | Coureuse cycliste belge.                                                                                      | 31  |        |
| 2 juillet     | Lise Vidal                   | Véliplanchiste française.                                                                                     | 43  |        |
| 3 juillet     | Desmond Davis                | Cadreur, metteur en scène et scénariste britannique.                                                          | 95  | (en)   |
| 3 juillet     | Ted Nash                     | Rameur d'aviron américain.                                                                                    | 88  | (en)   |
| 4 juillet     | Raymond Brousseau            | Collectionneur canadien.                                                                                      | 83  |        |
| 4 juillet     | Sanford Clark                | Musicien, chanteur et auteur-compositeur américain.                                                           | 85  | (en)   |
| 4 juillet     | Terry Donahue                | Joueur de foot U.S. puis entraîneur américain.                                                                | 77  | (en)   |
| 4 juillet     | Michel Dubois                | Metteur en scène français.                                                                                    | 84  |        |
| 4 juillet     | Luminița Gheorghiu           | Actrice roumaine.                                                                                             | 71  | (en)   |
| 4 juillet     | Matīss Kivlenieks            | Hockeyeur sur glace letton.                                                                                   | 24  |        |
| 4 juillet     | Rick Laird                   | Bassiste irlandais.                                                                                           | 80  | (en)   |
| 4 juillet     | Richard C. Lewontin          | Biologiste et généticien américain.                                                                           | 92  | (pt)   |
| 5 juillet     | Fay Allen                    | Policière et infirmière britannico-jamaïcaine.                                                                | 83  | (en)   |
| 5 juillet     | Aggrey Awori                 | Athlète de sprint et de haies puis homme politique ougandais.                                                 | 82  | (en)   |
| 5 juillet     | Patrick Boré                 | Homme politique français.                                                                                     | 64  |        |
| 5 juillet     | Raffaella Carrà              | Chanteuse, actrice, danseuse et animatrice italienne.                                                         | 78  |        |
| 5 juillet     | Richard Donner               | Réalisateur, producteur et acteur américain.                                                                  | 91  | (en)   |
| 5 juillet     | Roberto Hernández            | Athlète de sprint cubain, médaillé d'argent aux Jeux olympiques d'été de 1992.                                | 54  | (es)   |
| 5 juillet     | Stanislaus Lourduswamy       | Prêtre jésuite et sociologue indien.                                                                          | 84  | (en)   |
| 5 juillet     | Vladimir Menchov             | Réalisateur et acteur soviétique et russe.                                                                    | 81  |        |
| 5 juillet     | Alfredo Obberti              | Footballeur argentin.                                                                                         | 75  | (es)   |
| 5 juillet     | Gillian Sheen                | Escrimeuse britannique, championne olympique aux Jeux olympiques d'été de 1956.                               | 92  | (en)   |
| 5 juillet     | William Smith                | Acteur américain.                                                                                             | 88  | (en)   |
| 6 juillet     | Angelo Del Boca              | Écrivain et historien italien.                                                                                | 96  | (it)   |
| 6 juillet     | Djivan Gasparian             | Compositeur et musicien soviétique puis arménien.                                                             | 92  | (hy)   |
| 6 juillet     | Patrick John                 | Homme d'État dominiquais.                                                                                     | 83  |        |
| 6 juillet     | Axel Kahn                    | Scientifique, médecin généticien et essayiste français.                                                       | 76  |        |
| 6 juillet     | Marc Lamunière               | Éditeur et écrivain suisse.                                                                                   | 100 |        |
| 6 juillet     | Walter Libuda                | Peintre et plasticien allemand.                                                                               | 71  |        |
| 7 juillet     | Robert Downey Sr.            | Acteur, réalisateur et scénariste américain.                                                                  | 85  | (en)   |
| 7 juillet     | Keshav Dutt                  | Hockeyeur sur gazon indien, double champion olympique (1948, 1952).                                           | 95  | (en)   |
| 7 juillet     | Józef Gałeczka               | Footballeur international polonais.                                                                           | 82  | (pl)   |
| 7 juillet     | Allan Hobson                 | Neuropsychiatre américain.                                                                                    | 88  | (en)   |
| 7 juillet     | Smaïn Ibrir                  | Footballeur algérien.                                                                                         | 88  |        |
| 7 juillet     | Angélique Ionatos            | Chanteuse et compositrice grecque.                                                                            | 67  |        |
| 7 juillet     | Ahmed Jibril                 | Homme politique palestinien.                                                                                  | 83  |        |
| 7 juillet     | Dilip Kumar                  | Acteur indien.                                                                                                | 98  |        |
| 7 juillet     | Pierre Laffitte              | Scientifique et homme politique français.                                                                     | 96  |        |
| 7 juillet     | Jovenel Moïse                | Homme d'État haïtien.                                                                                         | 53  |        |
| 7 juillet     | Elystan Morgan               | Homme politique gallois.                                                                                      | 88  | (en)   |
| 7 juillet     | Carlos Reutemann             | Pilote automobile argentin.                                                                                   | 79  |        |
| 7 juillet     | Sherwin Siy                  | Avocat américain.                                                                                             | 40  | (en)   |
| 7 juillet     | Chick Vennera                | Acteur américain.                                                                                             | 74  | (en)   |
| 8 juillet     | Paul Birckel                 | Homme d'affaires canadien.                                                                                    | 82  | (en)   |
| 8 juillet     | Claude Combes                | Biologiste et parasitologue français.                                                                         | 85  |        |
| 8 juillet     | Ricardo Costa                | Réalisateur et producteur portugais.                                                                          | 81  | (pt)   |
| 8 juillet     | Adrian Metcalfe              | Athlète de sprint britannique, médaillé d'argent aux Jeux olympiques d'été de 1964.                           | 79  | (en)   |
| 8 juillet     | Bryan Watson                 | Joueur canadien de hockey sur glace.                                                                          | 78  | (en)   |
| 9 juillet     | Pentti Isotalo               | Hockeyeur sur glace finlandais.                                                                               | 94  | (en)   |
| 9 juillet     | Vladimir Karassiov           | Joueur d'échecs soviétique puis russe.                                                                        | 94  | (ru)   |
| 9 juillet     | Gian-Franco Kasper           | Dirigeant sportif suisse.                                                                                     | 77  |        |
| 9 juillet     | Frank Lui                    | Homme politique niuéen, Premier ministre de 1993 à 1999.                                                      | 85  | (en)   |
| 9 juillet     | Paul Mariner                 | Footballeur puis entraîneur anglais.                                                                          | 68  | (en)   |
| 9 juillet     | Jihane el-Sadate             | Universitaire égyptienne.                                                                                     | 87  | (en)   |
| 10 juillet    | Esther Bejarano              | Musicienne allemande.                                                                                         | 96  |        |
| 10 juillet    | Byron Berline                | Violoniste américain.                                                                                         | 77  | (en)   |
| 10 juillet    | Carmel Budiardjo             | Militante pour les droits de la personne humaine britannique.                                                 | 96  | (en)   |
| 10 juillet    | Jean-Michel Dubernard        | Professeur de médecine et homme politique français.                                                           | 80  |        |
| 10 juillet    | Travis Fulton                | Pratiquant de combat libre et boxeur américain.                                                               | 44  | (en)   |
| 10 juillet    | Jimmy Gabriel                | Footballeur puis entraîneur écossais.                                                                         | 80  | (en)   |
| 10 juillet    | Jean-Claude Malbet           | Joueur français de rugby à XV.                                                                                | 83  |        |
| 10 juillet    | David O'Neal                 | Homme politique américain.                                                                                    | 84  | (en)   |
| 10 juillet    | Dick Tidrow                  | Joueur de baseball américain.                                                                                 | 74  | (en)   |
| 11 juillet    | Philippe Aigrain             | Informaticien et économiste français.                                                                         | 71  |        |
| 11 juillet    | Charlie Gallagher            | Footballeur irlandais.                                                                                        | 80  | (en)   |
| 11 juillet    | Laurent Monsengwo Pasinya    | Cardinal congolais.                                                                                           | 81  |        |
| 11 juillet    | Charles Robinson             | Acteur américain.                                                                                             | 75  | (en)   |
| 11 juillet    | Renée Simonot                | Actrice française.                                                                                            | 109 |        |
| 12 juillet    | Luisa Adorno                 | Écrivaine italienne.                                                                                          | 99  | (it)   |
| 12 juillet    | Edwin Edwards                | Homme politique américain.                                                                                    | 93  | (en)   |
| 12 juillet    | Paul Orndorff                | Catcheur américain.                                                                                           | 71  |        |
| 12 juillet    | Baselios Marthoma Paulose II | Primat de l'Église malankare orthodoxe indien.                                                                | 74  | (en)   |
| 12 juillet    | Jean Pradel                  | Juriste magistrat et professeur d'université français.                                                        | 87  |        |
| 12 juillet    | Marion Sarraut               | Réalisatrice et metteur en scène française.                                                                   | 82  |        |
| 12 juillet    | Wolfgang Weingart            | Graphiste, designer et typographe germano-suisse.                                                             | 80  | (de)   |
| 13 juillet    | Antonio Barrutia             | Cycliste sur route espagnol.                                                                                  | 88  | (es)   |
| 13 juillet    | Shirley Fry                  | Joueuse américaine de tennis.                                                                                 | 94  | (en)   |
| 13 juillet    | Jean-Jacques Reboux          | Écrivain français.                                                                                            | 62  |        |
| 14 juillet    | Christian Boltanski          | Artiste plasticien, photographe et sculpteur français.                                                        | 76  |        |
| 14 juillet    | Yekutiel Gershoni            | Historien israélien, champion paralympique.                                                                   | 78  | (he)   |
| 14 juillet    | Ariel Goldenberg             | Impresario et metteur en scène franco-argentin.                                                               | 70  | (es)   |
| 14 juillet    | Antonio Gómez del Moral      | Cycliste sur route espagnol.                                                                                  | 81  | (es)   |
| 14 juillet    | Mamnoon Hussain              | Homme d'affaires et homme d'État pakistanais.                                                                 | 80  | (en)   |
| 14 juillet    | Kurt Westergaard             | Dessinateur danois.                                                                                           | 86  |        |
| 15 juillet    | Robert Abirached             | Écrivain, essayiste et théâtrologue français.                                                                 | 90  |        |
| 15 juillet    | Yves Boutet                  | Joueur puis entraîneur français de football.                                                                  | 84  |        |
| 15 juillet    | Libero De Rienzo             | Acteur italien.                                                                                               | 44  | (it)   |
| 15 juillet    | Äbsattar Derbissäli          | Mufti kazakh.                                                                                                 | 73  | (ru)   |
| 15 juillet    | Yves Goussebaire-Dupin       | Homme politique français.                                                                                     | 90  |        |
| 15 juillet    | Mars Kadiombo Yamba Bilonda  | Dramaturge, scénariste, réalisateur et comédien congolais.                                                    | 63  |        |
| 15 juillet    | Godefroid Mana Kangudie      | Écrivain, philosophe, théologien et professeur congolais.                                                     | 67  |        |
| 15 juillet    | Jerry Lewis                  | Homme politique américain.                                                                                    | 86  | (en)   |
| 15 juillet    | Piotr Mamonov                | Acteur, musicien et chanteur soviétique puis russe.                                                           | 70  | (ru)   |
| 15 juillet    | Mohamed Nafa                 | Homme politique druze israélien.                                                                              | 81  | (he)   |
| 15 juillet    | William F. Nolan             | Scénariste, romancier et poète américain.                                                                     | 93  | (en)   |
| 15 juillet    | Jaroslav Paška               | Homme politique tchécoslovaque puis slovaque.                                                                 | 67  | (sk)   |
| 15 juillet    | Hugo F. Sonnenschein         | Économiste américain.                                                                                         | 80  | (en)   |
| 15 juillet    | Peter R. de Vries            | Journaliste néerlandais.                                                                                      | 64  | (nl)   |
| 16 juillet    | Biz Markie                   | Rappeur, disc jockey, acteur et producteur américain.                                                         | 57  | (en)   |
| 16 juillet    | Roger Fauroux                | Haut fonctionnaire et homme politique français.                                                               | 94  |        |
| 16 juillet    | Charles Gomis                | Homme politique ivoirien.                                                                                     | 80  |        |
| 16 juillet    | Stephen Hickman              | Illustrateur américain.                                                                                       | 72  | (en)   |
| 16 juillet    | Jean-Marie Lang              | Professeur français.                                                                                          | 78  |        |
| 16 juillet    | Danish Siddiqui              | Photojournaliste indien.                                                                                      | 38  |        |
| 16 juillet    | Surekha Sikri                | Actrice et comédienne indienne.                                                                               | 75  | (en)   |
| 17 juillet    | Pilar Bardem                 | Actrice espagnole.                                                                                            | 82  |        |
| 17 juillet    | Dolores Claman               | Compositrice et pianiste canadienne.                                                                          | 94  |        |
| 17 juillet    | Claudine Hermann             | Physicienne et professeure émérite française.                                                                 | 75  |        |
| 17 juillet    | Williams Martínez            | Footballeur uruguayen.                                                                                        | 38  | (es)   |
| 17 juillet    | Angéline Nadié               | Actrice ivoirienne.                                                                                           | 53  |        |
| 17 juillet    | Marcel Queheille             | Coureur cycliste français.                                                                                    | 91  |        |
| 17 juillet    | Jacqueline Sassard           | Actrice française.                                                                                            | 81  |        |
| 17 juillet    | Robby Steinhardt             | Musicien américain.                                                                                           | 71  | (en)   |
| 17 juillet    | Milan Živadinović            | Footballeur puis entraîneur yougoslave puis serbe.                                                            | 76  | (sr)   |
| 18 juillet    | Michel Husson                | Statisticien et économiste français.                                                                          | 72  |        |
| 18 juillet    | Bruce Kirby                  | Journaliste, ingénieur et architecte naval canadien.                                                          | 92  | (en)   |
| 18 juillet    | Roger Quemener               | Athlète de marche de fond français.                                                                           | 80  |        |
| 18 juillet    | Nenad Stekić                 | Athlète de saut en longueur yougoslave puis serbe.                                                            | 70  | (sr)   |
| 18 juillet    | Gérard Théry                 | Ingénieur et informaticien français.                                                                          | 88  |        |
| 19 juillet    | Kurt Clemens                 | Footballeur allemand.                                                                                         | 95  | (de)   |
| 19 juillet    | Arturo Armando Molina        | Militaire et homme politique salvadorien.                                                                     | 93  | (es)   |
| 19 juillet    | Iván Noel                    | Scénariste, producteur de cinéma, monteur, directeur de la photographie, réalisateur et compositeur espagnol. | 52  |        |
| 19 juillet    | Abel Ramírez Águilar         | Sculpteur mexicain.                                                                                           | 78  | (es)   |
| 19 juillet    | Jacques Rougeot              | Critique littéraire français.                                                                                 | 83  |        |
| 19 juillet    | Chuck E. Weiss               | Musicien, compositeur et chanteur américain.                                                                  | 76  | (en)   |
| 20 juillet    | Françoise Arnoul             | Actrice française.                                                                                            | 90  |        |
| 20 juillet    | James H. Bramble             | Mathématicien américain.                                                                                      | 90  | (en)   |
| 20 juillet    | Rita Brantalou               | Humoriste français.                                                                                           | 73  |        |
| 20 juillet    | Henri Deluy                  | Poète français.                                                                                               | 90  |        |
| 20 juillet    | Hamadi Ghawar                | Acteur et metteur en scène de théâtre tunisien.                                                               | ?   |        |
| 20 juillet    | Pierre Guitton               | Peintre français.                                                                                             | 77  |        |
| 20 juillet    | André Petit                  | Homme politique français.                                                                                     | 99  |        |
| 20 juillet    | Pierre Raymond Savard        | Homme d'affaires, marchand et homme politique canadien.                                                       | 94  |        |
| 20 juillet    | Noureddine Saâdi             | Entraîneur algérien de football.                                                                              | 71  |        |
| 20 juillet    | Louisette Texier             | Résistante et pilote automobile française.                                                                    | 108 |        |
| 21 juillet    | Awa Diop                     | Femme politique sénégalaise.                                                                                  | 73  |        |
| 22 juillet    | Bhageerathi Amma             | Féministe indienne, lauréate du prix Nari Shakti Puraskar.                                                    | 107 | (en)   |
| 22 juillet    | Jean-Pierre Jaussaud         | Pilote de course automobile d'endurance français.                                                             | 84  |        |
| 22 juillet    | Jean-Yves Lafesse            | Humoriste et acteur français.                                                                                 | 64  |        |
| 22 juillet    | Michèle Lalonde              | Écrivaine, poète et dramaturge canadienne.                                                                    | 83  |        |
| 22 juillet    | Peter Rehberg                | Musicien et compositeur britannique.                                                                          | 53  | (en)   |
| 22 juillet    | Mike Smith                   | Entraîneur de football anglais.                                                                               | 83  | (en)   |
| 22 juillet    | Boris Tchotchiev             | Homme politique soviétique puis sud-Ossète.                                                                   | 63  | (ru)   |
| 23 juillet    | Alfred Biolek                | Artiste et producteur de télévision allemand.                                                                 | 87  | (de)   |
| 23 juillet    | John Cornell                 | Scénariste, producteur et réalisateur australien.                                                             | 80  | (en)   |
| 23 juillet    | Jabbour Douaihy              | Écrivain libanais.                                                                                            | 72  | (en)   |
| 23 juillet    | F. C. Gundlach               | Photographe, galeriste, collectionneur, commissaire d’exposition et mécène allemand.                          | 95  | (de)   |
| 23 juillet    | Michel Guyard                | Évêque français.                                                                                              | 85  |        |
| 23 juillet    | Patricia Kennealy            | Journaliste américaine.                                                                                       | 75  | (en)   |
| 23 juillet    | Toshihide Maskawa            | Physicien japonais.                                                                                           | 81  | (ja)   |
| 23 juillet    | Claes Reimerthi              | scénariste de bande dessinée suédois.                                                                         | 66  | (en)   |
| 23 juillet    | Claude Rouer                 | Coureur cycliste français, médaillé de bronze aux Jeux olympiques d'été de 1952.                              | 91  |        |
| 23 juillet    | Maurice Taieb                | Géologue français.                                                                                            | 86  |        |
| 23 juillet    | Nicola Tranfaglia            | Historien et homme politique italien.                                                                         | 82  | (it)   |
| 23 juillet    | Miguel Ángel Virasoro        | Physicien argentin.                                                                                           | 81  | (es)   |
| 23 juillet    | Steven Weinberg              | Physicien américain.                                                                                          | 88  | (en)   |
| 23 juillet    | Tuomo Ylipulli               | Sauteur à ski finlandais, champion olympique aux Jeux olympiques d'hiver de 1988.                             | 56  | (fi)   |
| 24 juillet    | Rodney Alcala                | Violeur et tueur en série américain.                                                                          | 77  | (en)   |
| 24 juillet    | Alain Barrau                 | Homme politique français.                                                                                     | 74  |        |
| 24 juillet    | Bernard de Kerraoul          | Écrivain français.                                                                                            | 85  |        |
| 24 juillet    | Herbert Köfer                | Acteur et animateur de télévision allemand.                                                                   | 100 | (de)   |
| 24 juillet    | Jackie Mason                 | Humoriste, acteur et producteur américain.                                                                    | 93  | (en)   |
| 24 juillet    | Carlos Romeu                 | Caricaturiste et auteur espagnol.                                                                             | 73  | (ca)   |
| 24 juillet    | Pitaloosie Saila             | Artiste canadienne.                                                                                           | 78  |        |
| 24 juillet    | Alfie Scopp                  | Acteur canadien.                                                                                              | 101 | (en)   |
| 24 juillet    | Noel Swerdlow                | Astronome, historien et professeur d'université américain.                                                    | 79  | (en)   |
| 24 juillet    | Japie van Wyk                | Homme politique sud-africain                                                                                  | 86  | (af)   |
| 25 juillet    | Jean-François Istasse        | Homme politique belge.                                                                                        | 70  |        |
| 25 juillet    | Eddy Posthuma de Boer        | Photographe néerlandais.                                                                                      | 90  | (nl)   |
| 25 juillet    | Otelo Saraiva de Carvalho    | Militaire et homme politique portugais.                                                                       | 84  | (pt)   |
| 25 juillet    | Rosine Vieyra Soglo          | Femme politique béninoise.                                                                                    | 87  |        |
| 25 juillet    | Henri Vernes                 | Romancier belge.                                                                                              | 102 |        |
| 26 juillet    | Albert Bandura               | Psychologue canadien.                                                                                         | 95  | (en)   |
| 26 juillet    | Alfred Chupin                | Homme politique français.                                                                                     | 104 |        |
| 26 juillet    | Ally Dawson                  | Joueur puis entraîneur britannique de football.                                                               | 63  | (en)   |
| 26 juillet    | Mike Enzi                    | Homme politique américain.                                                                                    | 77  | (en)   |
| 26 juillet    | Louise Fishman               | Peintre américaine.                                                                                           | 82  | (en)   |
| 26 juillet    | Joey Jordison                | Musicien américain.                                                                                           | 46  |        |
| 26 juillet    | Fernando Karadima            | Prêtre chilien.                                                                                               | 90  |        |
| 26 juillet    | Ivan Toplak                  | Footballeur international et entraîneur yougoslave.                                                           | 89  | (sl)   |
| 26 juillet    | André Tubeuf                 | Écrivain, musicologue et philosophe français.                                                                 | 90  |        |
| 26 juillet    | David Von Ancken             | Réalisateur, scénariste et producteur américain.                                                              | 56  | (en)   |
| 27 juillet    | Meriem Belmihoub             | Avocate, militante et femme politique algérienne.                                                             | 86  |        |
| 27 juillet    | Orlando Drummond             | Acteur brésilien.                                                                                             | 101 | (pt)   |
| 27 juillet    | Mo Hayder                    | Romancière britannique.                                                                                       | 59  |        |
| 27 juillet    | Dusty Hill                   | Bassiste et chanteur américain.                                                                               | 72  | (en)   |
| 27 juillet    | Phillip King                 | Sculpteur britannique.                                                                                        | 87  | (en)   |
| 27 juillet    | Gianni Nazzaro               | Chanteur italien.                                                                                             | 72  | (it)   |
| 27 juillet    | Zalika Souley                | Actrice nigérienne.                                                                                           | 73  | (en)   |
| 27 juillet    | Jean-François Stévenin       | Acteur français.                                                                                              | 77  |        |
| 27 juillet    | Gérard Zingg                 | Réalisateur français.                                                                                         | 79  |        |
| 28 juillet    | Porfirio Betancourt          | Footballeur hondurien.                                                                                        | 63  | (en)   |
| 28 juillet    | Roberto Calasso              | Écrivain et éditeur italien.                                                                                  | 80  | (it)   |
| 28 juillet    | István Csom                  | Joueur d'échecs puis arbitre hongrois.                                                                        | 81  | (hu)   |
| 28 juillet    | Pete George                  | Haltérophile américain, double médaillé d'argent (1948 et 1956), champion olympique (1952).                   | 92  | (en)   |
| 28 juillet    | Ruben Radica                 | Compositeur yougoslave puis croate.                                                                           | 90  | (hr)   |
| 28 juillet    | Grethe Rostbøll              | Femme politique danoise.                                                                                      | 80  | (da)   |
| 28 juillet    | Satsuki Eda                  | Magistrat et homme politique japonais.                                                                        | 80  | (ja)   |
| 29 juillet    | Michel Egloff                | Préhistorien suisse.                                                                                          | 80  |        |
| 29 juillet    | Carl Levin                   | Homme politique américain.                                                                                    | 87  | (en)   |
| 29 juillet    | Gary B. Nash                 | Historien américain.                                                                                          | 88  | (en)   |
| 29 juillet    | Albert Vanhoye               | Cardinal français.                                                                                            | 98  |        |
| 29 juillet    | Zizinho                      | Footballeur brésilien.                                                                                        | 59  | (es)   |
| 30 juillet    | Amar Bourouba                | Footballeur algérien.                                                                                         | 80  |        |
| 30 juillet    | Michel Chalhoub              | Milliardaire français d'origine syrienne et fondateur du groupe Chalhoub.                                     | 89  | (en)   |
| 30 juillet    | Jacob Desvarieux             | Chanteur et musicien français, cofondateur du groupe Kassav'.                                                 | 65  |        |
| 30 juillet    | Monique Thierry              | Actrice française.                                                                                            | 83  |        |
| 30 juillet    | Italo Vassalo                | Footballeur italo-éthiopien.                                                                                  | 80  | (it)   |
| 31 juillet    | Angela Bailey                | Athlète de sprint canadienne, médaillée d'argent aux Jeux olympiques d'été de 1984.                           | 59  | (en)   |
| 31 juillet    | Terry Cooper                 | Footballeur anglais.                                                                                          | 77  | (en)   |
| 31 juillet    | Omar Jazouli                 | Homme politique marocain.                                                                                     | 75  |        |
| 31 juillet    | Man Kaur                     | Sportive indienne.                                                                                            | 105 | (hi)   |
| 31 juillet    | Jean-Claude Kazembe Musonda  | Administrateur congolais.                                                                                     | 58  |        |
| 31 juillet    | Isaac Ngahane                | Homme politique camerounais.                                                                                  | 66  |        |
| 31 juillet    | Martin Perscheid             | Dessinateur humoristique allemand.                                                                            | 55  | (de)   |
| 31 juillet    | Yeo Hyo-jin                  | Footballeur sud-coréen.                                                                                       | 38  | (ko)   |
| Non déterminé | Henry Perales                | Footballeur international périvien puis entraîneur.                                                           | 74  |        |